# Gambetta (stacja metra w Lille)
Gambetta – stacja metra w Lille, położona na linii 1. Znajduje się w Lille, w północnej części dzielnicy Wazemmes.
Została oficjalnie otwarta 25 kwietnia 1983.